# Liga Asobal 2007-08
La Liga ASOBAL 2007-08 tuvo el mismo sistema de competición de las anteriores temporadas, 16 equipos enfrentados todos contra todos a doble vuelta. Los dos equipos recién ascendidos a la liga fueron el SD Teucro, que había disputado la liga en 2004-05, y el Octavio P. Posada, que había disputado su último año en la Liga Asobal en 2003-04.
El F. C. Barcelona batió, con 1.021, el número de goles en una sola temporada de la Liga Asobal, pero no pudo conseguir el título de liga ante el BM Ciudad Real, que tan solo cedió un empate y tres derrotas. El segundo (F. C. Barcelona-Cifec), tercer (Ademar León) y cuarto clasificados (Portland San Antonio), consiguieron una plaza para la siguiente edición de la Liga de Campeones de la EHF.

## Clasificación final
| Pos | Equipo                        | J  | G  | E | P  | GF   | GC   | Dif  | Pts |
| --- | ----------------------------- | -- | -- | - | -- | ---- | ---- | ---- | --- |
| 1   | BM Ciudad Real                | 30 | 26 | 1 | 3  | 964  | 766  | 198  | 53  |
| 2   | F.C. Barcelona                | 30 | 25 | 1 | 4  | 1021 | 818  | 203  | 51  |
| 3   | C.B. Ademar León              | 30 | 20 | 6 | 4  | 850  | 778  | 72   | 46  |
| 4   | Portland San Antonio Pamplona | 30 | 21 | 3 | 6  | 966  | 858  | 108  | 45  |
| 5   | C.BM. Valladolid              | 30 | 19 | 1 | 10 | 933  | 858  | 75   | 39  |
| 6   | CAI BM Aragón Zaragoza        | 30 | 17 | 2 | 11 | 909  | 856  | 53   | 36  |
| 7   | J.D. Arrate Éibar             | 30 | 14 | 3 | 13 | 831  | 843  | -12  | 31  |
| 8   | BM Antequera                  | 30 | 11 | 2 | 17 | 753  | 807  | -54  | 24  |
| 9   | BM Torrevieja                 | 30 | 11 | 2 | 17 | 785  | 836  | -51  | 24  |
| 10  | S.D. Teucro Pontevedra        | 30 | 11 | 2 | 17 | 784  | 898  | -114 | 24  |
| 11  | Academia Octavio Vigo         | 30 | 7  | 6 | 17 | 803  | 859  | -56  | 20  |
| 12  | Fraikin Granollers            | 30 | 9  | 1 | 20 | 815  | 868  | -53  | 19  |
| 13  | Naturhouse La Rioja           | 30 | 8  | 3 | 19 | 841  | 881  | -40  | 19  |
| 14  | Teka Cantabria Santander      | 30 | 8  | 1 | 21 | 777  | 881  | -104 | 17  |
| 15  | Algeciras BM                  | 30 | 6  | 4 | 20 | 869  | 1023 | -154 | 16  |
| 16  | Keymare Almería               | 30 | 7  | 2 | 21 | 789  | 871  | -82  | 16  |

|  | Campeón, Copa de Europa |
|  | Copa de Europa          |
|  | Recopa de Europa        |
|  | Copa EHF                |
|  | Descienden              |

J = Partidos jugados; G = Partidos ganados; E = Partidos empatados; P = Partidos perdidos; GF = Goles anotados; GC = Goles recibidos; Dif = Diferencia; Pts = Puntos

## Estadísticas

### Siete ideal
Siete ideal escogido por los usuarios de la página web de la Liga Asobal.
| Posición          | Jugador           | Equipo               | % de votos |
| ----------------- | ----------------- | -------------------- | ---------- |
| Portero           | Arpad Šterbik     | BM Ciudad Real       | 32,3%      |
| Extremo izquierdo | Juanín García     | F. C. Barcelona      | 46,6%      |
| Lateral izquierdo | Demetrio Lozano   | F. C. Barcelona      | 30%        |
| Central           | Daniel Sarmiento  | Ademar León          | 44,8%      |
| Lateral derecho   | Cristian Malmagro | Portland San Antonio | 43,6%      |
| Extremo derecho   | Albert Rocas      | F. C. Barcelona      | 41,1%      |
| Pivote            | Héctor Castresana | Ademar León          | 41,2%      |

- Mejor jugador
  -  Cristian Ugalde, FC Barcelona

- Mejor defensor
  -  Viran Morros, BM Ciudad Real, 33,4%

- Mejor entrenador
  -  Jordi Ribera, Ademar León, 47,9%

### Máximos goleadores
| Jugador             | Goles | Equipo               |
| ------------------- | ----- | -------------------- |
| Iker Romero         | 197   | F. C. Barcelona      |
| Alen Muratović      | 174   | BM Valladolid        |
| Håvard Tvedten      | 174   | CB Ciudad de Logroño |
| Siarhei Rutenka     | 171   | BM Ciudad Real       |
| Carlos Ruesga       | 170   | Portland San Antonio |
| Raul Campos         | 166   | BM Granollers        |
| Ivan Čupić          | 164   | SD Octavio Vigo      |
| Valero Rivera Folch | 163   | Algeciras BM         |
| Mariusz Jurkiewicz  | 154   | JD Arrate            |
| Dalibor Čutura      | 153   | JD Arrate            |

- Tabla completa de goleadores (enlace roto disponible en Internet Archive; véase el historial, la primera versión y la última).

### Mejores porteros
| Jugador                   | Paradas | Disparos | Equipo               |
| ------------------------- | ------- | -------- | -------------------- |
| Iñaki Malumbres           | 398     | 1150     | JD Arrate            |
| José Manuel Sierra Méndez | 374     | 1078     | BM Valladolid        |
| Vladimir Bozić            | 356     | 1060     | SD Teucro            |
| Dimitrije Pejanović       | 346     | 1008     | CB Torrevieja        |
| Danijel Šarić             | 284     | 792      | CB Ademar León       |
| Vicente Álamo             | 262     | 853      | BM Granollers        |
| Pablo Hernández           | 251     | 752      | CAI BM Aragón        |
| Kasper Hvdit              | 245     | 710      | F. C. Barcelona      |
| Tomas Svensson            | 244     | 714      | Portland San Antonio |
| Javier Díaz               | 241     | 753      | SD Octavio Vigo      |

- Tabla completa de porteros (enlace roto disponible en Internet Archive; véase el historial, la primera versión y la última).